# Ато-
ато (от датски: atten – осемнадесет) е десетична представка от система SI, въведена през 1964 г. Като представка от SI е приета на XII Генерална конференция по мерки и теглилки. Означава се с a и означава умножение с 10-18 (0,000 000 000 000 000 001, т.е. една квинтилионна).
Например: 300 as = 300 × 10-18 s = 0,0000000000000003 s